# Niki-de-Saint-Phalle-Promenade

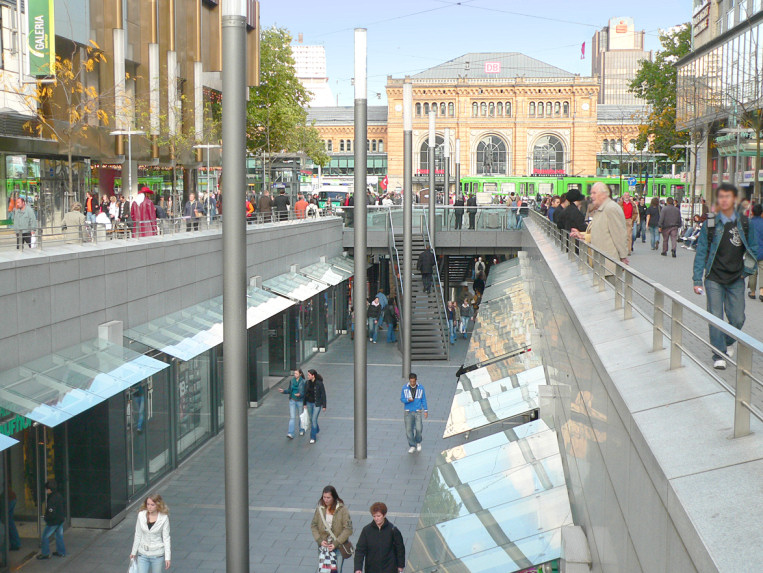
Die Einkaufspromenade in der Minus-1-Ebene im Bereich der Bahnhofstraße, im Hintergrund der Hauptbahnhof

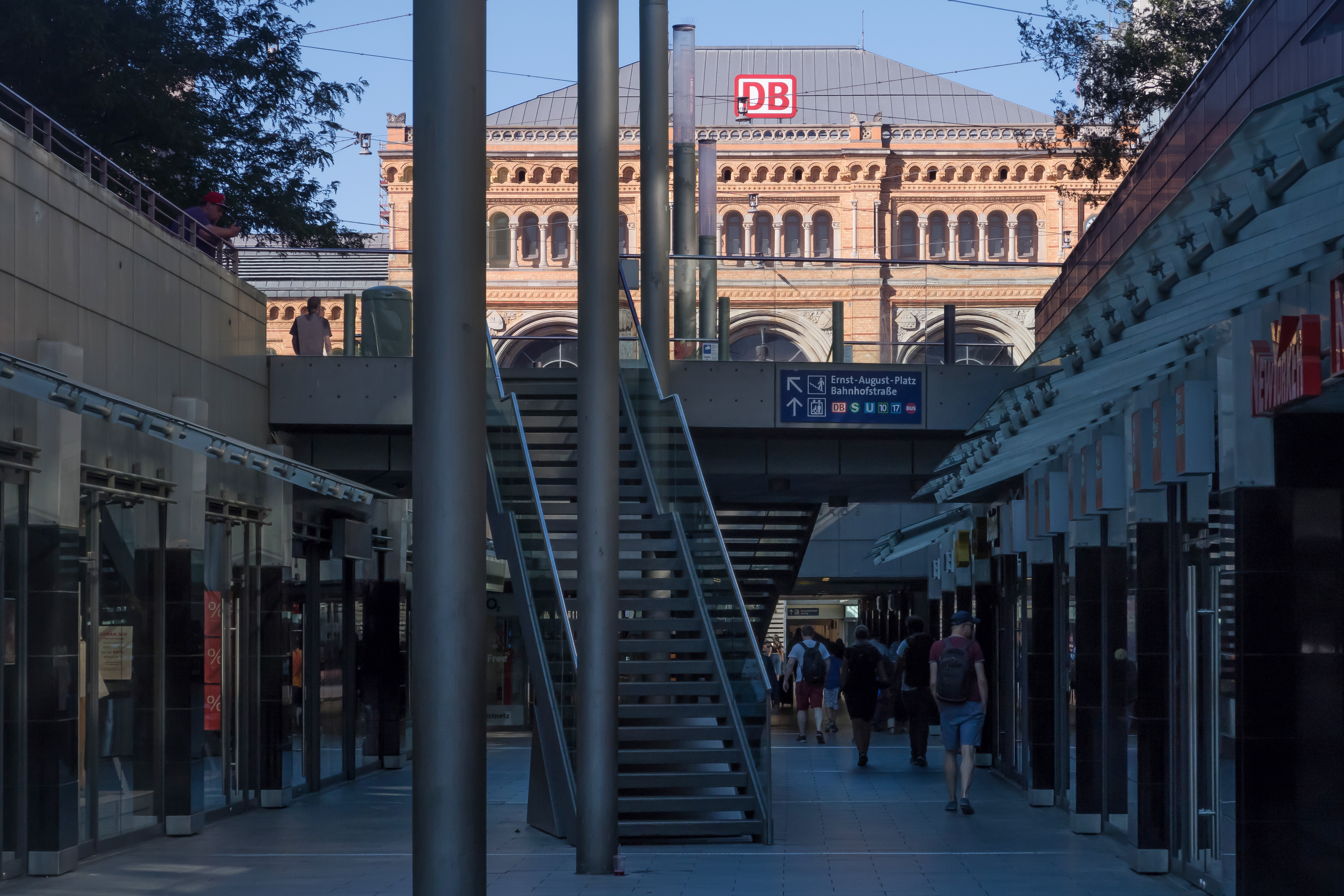
Einkaufspromenade am Sonntag

Die Niki-de-Saint-Phalle-Promenade ist eine Einkaufspromenade in der Innenstadt von Hannover, im Stadtteil Mitte. Auf ganzer Länge ist die Passage weitgehend nach oben geöffnet und im unterirdischen Bereich mit Durchbrüchen und Treppen nach oben zum Hauptbahnhof und zur ebenerdigen Fußgängerzone geöffnet, so dass der Tunnelcharakter weitgehend vermieden wurde. An der etwa 650 Meter langen Ladenpassage liegen viele, meist kleine, Geschäfte sowie Mode- und Imbissläden. Sie entstand in den 1970er-Jahren beim unterirdischen Stadtbahnbau und hieß ursprünglich Passerelle bis zu ihrer Umbenennung im Jahr 2002 zu Ehren der Künstlerin Niki de Saint Phalle.

## Verlauf
Die Promenade verläuft in der Minus-1-Ebene unterhalb des Straßenniveaus und erstreckt sich vom Kröpcke unter dem Hauptbahnhof hindurch bis zum Hochhaus Lister Tor am Raschplatz, wo sie in die Fußgängerzone Lister Meile auf üblichem Straßenniveau übergeht. Zwischen Kröpcke und Hauptbahnhof verläuft sie innerhalb der oben auf normaler Straßenhöhe liegenden Bahnhofstraße, die als Fußgängerzone ausgestaltet ist. Die Niki-de-Saint-Phalle-Promenade verläuft damit in der städtebaulichen Achse vom Stadtmittelpunkt am Kröpcke bis zum Raschplatz. Sie bildet auf diese Weise einen Teil der von der City aus kommenden Fußgängerzone, die bis zur Lister Meile führt. Dadurch ist ein durchgängiger Fußgängerbereich in der Innenstadt von Hannover entstanden, der auf einer Länge von rund 2.500 Meter das Leineufer im Süden mit dem Lister Platz im Nordosten verbindet.
Im Bereich zwischen Kröpcke und Hauptbahnhof, ursprünglich Passerelle A, reiht sich auf gesamter Länge Geschäft an Geschäft. Es herrscht eine einheitliche Architektur mit Glas- und Stahlelementen vor. Hier verbinden drei ebene Brücken oberhalb der Promenade beide Seiten der Bahnhofsstraße miteinander, teilen die Öffnung gen Himmel in vier Abschnitte und dienen als Zugang zu den Treppen herab zur Promenade. Zwischen einer weiteren Öffnung im Ernst-August-Platz und dem offenen Raschplatz gibt es außer einer Öffnung am Übergang vom Bahnhof zur U-Bahn-Station nur einige Treppenlöcher. Auch in diesem unterirdischen Bereich unter dem Bahnhof im ursprünglichen Bereich Passerelle B gibt es eine Vielzahl von Ladenlokalen.
Den Zugang zum Bahnhof, zur tiefer liegenden Stadtbahn und zum üblichen Straßenniveau, ermöglichen Treppen sowie Rolltreppen. Für Passanten, die nicht im Stande sind diese zu nutzen, führen zwei Aufzüge zum Bahnhof und Aufzüge im Bereich des Raschplatzes zur darunter liegenden Stadtbahn und zum üblichen Straßenniveau. Neben einem Aufzug zum Ende der Bahnhofstraße bei dem letzten offenen Abschnitt vor dem Ernst-August-Platz und verschiedenen Treppen im gesamten Verlauf der Promenade, sowie der Möglichkeit in größeren Geschäften die Ebene zu wechseln, führen am anderen Ende ebenfalls Rolltreppen und Aufzüge zur ebenerdigen Fußgängerzone, beziehungsweise zu den Gleisen und Ebenen der U-Bahn-Station Kröpcke. Alle Linien der Stadtbahn Hannover halten an mindestens einer der U-Bahn-Stationen Kröpcke und Hauptbahnhof, beziehungsweise oberirdisch am ZOB, und alle Linien der S-Bahn Hannover halten – neben dem weiteren Eisenbahnverkehr – am Hauptbahnhof. Der ZOB jenseits der Lister Meile nordwestlich des Raschplatzes und weitere Bushaltestellen liegen naturgemäß im oberirdischen Umfeld der Promenade.

## Idee

Namenszug in Höhe des Hauptbahnhofes

Vordenker der Passerelle war Hannovers Stadtbaurat Hanns Adrian, der bereits 1966 eine Ideenskizze entwarf, die der späteren Ausführung sehr nahekam. Er entwickelte die Idee, zunächst die beiden Stadtbahnstationen Kröpcke und Hauptbahnhof auf einer unteren Ebene miteinander zu verbinden. Damit konnte auch (unterirdisch) die Barriere der Eisenbahn überwunden werden, um für Fußgänger den hinter dem Bahnhof liegenden Stadtteil Oststadt besser mit dem Stadtzentrum zu verbinden.

## Entstehung
Die ursprünglich Passerelle genannte Fußgänger- und Einkaufsmeile entstand beim Bau der unterirdischen Stadtbahn in den 1970er Jahren, ebenso wie die sich daran anschließende Lister Meile. Zuerst entstand zwischen 1971 und 1975 in offener Bauweise in bis zu 10 Metern Tiefe der Stadtbahn-Tunnel. Danach wurde in der Baugrube darüber als Minus-1-Ebene der nach oben offene Fußgängerbereich mit Ladengeschäften eingerichtet.

## Betrieb

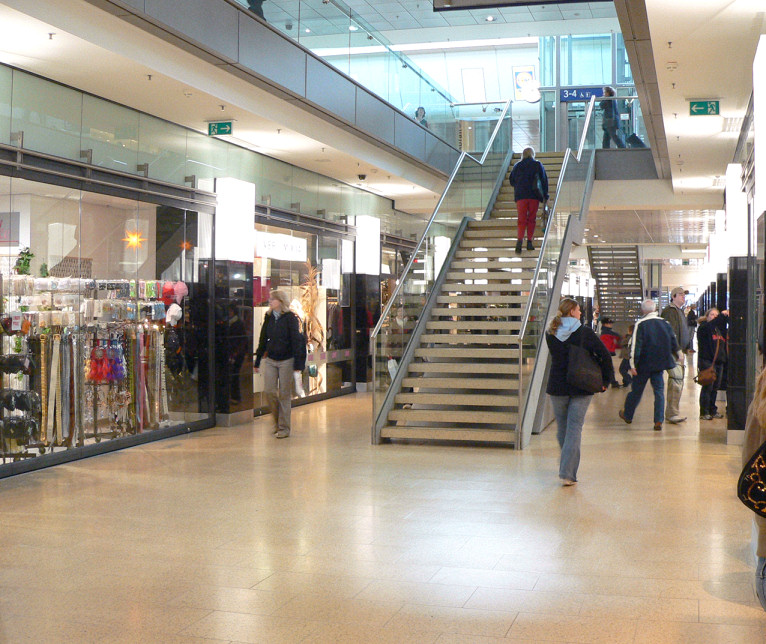
Unterirdischer Teil mit Aufgang zum Bahnhof

Im Jahr 1999 erwarb das Immobilienunternehmen Hannover Region Grundstücksgesellschaft (HRG) als Investor die Passerelle. 2001 wurde von ihr ein Teilabschnitt grundlegend umgestaltet und 2002 bei der Wiedereröffnung zu Ehren der Künstlerin und hannoverschen Ehrenbürgerin Niki de Saint Phalle umbenannt. Die Neugestaltung trug zu einer deutlichen Attraktivitätssteigerung der Einkaufsstadt Hannover bei. Kritiker beanstandeten an der Renovierungsmaßnahme, dass nur zwei Drittel der Strecke zwischen dem Kröpcke und dem Hauptbahnhof erneuert wurden, das restliche Stück im Bereich des Raschplatzes aber weiterhin einen vernachlässigten Eindruck mache, vor allem durch dort nistende Stadttauben. In den Jahren 2004 bis 2006 wurde die Strecke unter dem Ernst-August-Denkmal und dem Hauptbahnhof modernisiert. Bis September 2010 wurde der Raschplatz bis zur Berliner Allee neugestaltet und bis Juli 2011 der unter der Berliner Allee vor das Hochhaus Lister Tor führende Fußgängertunnel schlicht erneuert. Durch den Umbau des Kröpcke-Centers am zentrumseitigen Ende der Promenade soll sie ein einheitliches rundum erneuertes Bild erhalten. Im Verlauf der Anfang 2009 begonnenen Arbeiten wurde die breit angelegte Zugangsebene (Ebene −1) zur U-Bahn-Station Kröpcke, das sogenannte „Kröpcke-Loch“, durch Vorziehen der Fassade des Kröpcke-Centers, geschlossen.
Die Promenade liegt zentral im Zentrum von Hannover und gehört zu den Straßenbereichen mit dem dichtesten Fußgängerverkehr. Die Besucher- und Fußgängerströme sind auch auf die Anbindung der Einkaufszone an den teilweise über ihr liegenden Hauptbahnhof zurückzuführen, den, als regionalen und überregionalen Verkehrsknotenpunkt, täglich bis zu 280.000 Passanten aufsuchen.